# 4DX

4DX 공식 로고.

4DX는 CJ그룹의 CJ 4DPLEX가 2009년 세계 최초로 상용화한 4D 영화 상영시스템의 브랜드 명칭이다.
4DX는 모션체어(Motion Chair)와 특수 환경장비를 극장에 도입한 프리미엄 영화 포맷으로, 영화 장면에 따라 의자가 움직이거나 바람이 불고 향기가 난다. 이는 국내외 등록된 관련 출원 중인 특허 수가 101건인 기술 집약적인 영화관 솔루션이다.
2019년 9월 기준, 65개국 678개의 4DX 상영관이 운영되고 있다. 2019년 연말까지 총 750개의 4DX 상영관을 오픈하는 것을 목표로 하고 있다.
| 연도    | 4DX 글로벌 진출 국가 수(누적) | 4DX 글로벌 상영관 수(누적) | 4DX 글로벌 Boxoffice(누적) *단위: USD |
| ------- | ----------------------------- | -------------------------- | ------------------------------------- |
| 2013    | 22                            | 87                         | 10M                                   |
| 2014    | 29                            | 139                        | 19M                                   |
| 2015    | 34                            | 223                        | 30M                                   |
| 2016    | 44                            | 346                        | 45M                                   |
| 2017    | 57                            | 474                        | 65M                                   |
| 2018    | 61                            | 612                        | 88M                                   |
| 2019.09 | 65                            | 676                        | 109M                                  |

## 대한민국 4DX관 목록
2022년 6월 기준으로 39개 극장의 총 4,583석에서 관람 가능하다.
CGV수원이 종료되었으며, CGV죽전이 리뉴얼 중이다.
| 지역                                          | 영화관 이름                 | 좌석         |
| --------------------------------------------- | --------------------------- | ------------ |
| 서울 (총 12개관, 1,392석)                     | 강변                        | 108석        |
| 서울 (총 12개관, 1,392석)                     | 방학                        | 96석         |
| 서울 (총 12개관, 1,392석)                     | 상봉                        | 120석        |
| 서울 (총 12개관, 1,392석)                     | 송파 (2025년 3월 23일 폐점) | 종료         |
| 서울 (총 12개관, 1,392석)                     | 신촌아트레온                | 108석        |
| 서울 (총 12개관, 1,392석)                     | 여의도 (4DX SOUND X)        | 120석        |
| 서울 (총 12개관, 1,392석)                     | 연남                        | 116석        |
| 서울 (총 12개관, 1,392석)                     | 영등포                      | 144석        |
| 서울 (총 12개관, 1,392석)                     | 왕십리                      | 112석        |
| 서울 (총 12개관, 1,392석)                     | 용산아이파크몰              | 144석        |
| 서울 (총 12개관, 1,392석)                     | 중계                        | 108석        |
| 서울 (총 12개관, 1,392석)                     | 청담씨네시티 (4DX SOUND X)  | 144석        |
| 경기 (총 8개관, 990석) (종료 및 리뉴얼 2개관) | 광교                        | 144석        |
| 경기 (총 8개관, 990석) (종료 및 리뉴얼 2개관) | 동수원                      | 108석        |
| 경기 (총 8개관, 990석) (종료 및 리뉴얼 2개관) | 동탄역                      | 84석         |
| 경기 (총 8개관, 990석) (종료 및 리뉴얼 2개관) | 부천                        | 132석        |
| 경기 (총 8개관, 990석) (종료 및 리뉴얼 2개관) | 수원 (2023년 5월 7일 폐점)  | 종료         |
| 경기 (총 8개관, 990석) (종료 및 리뉴얼 2개관) | 신세계경기                  | 리뉴얼 중    |
| 경기 (총 8개관, 990석) (종료 및 리뉴얼 2개관) | 안산                        | 132석        |
| 경기 (총 8개관, 990석) (종료 및 리뉴얼 2개관) | 일산                        | 120석        |
| 경기 (총 8개관, 990석) (종료 및 리뉴얼 2개관) | 판교                        | 138석        |
| 경기 (총 8개관, 990석) (종료 및 리뉴얼 2개관) | 평택                        | 132석        |
| 인천 (총 2개관, 280석)                        | 계양                        | 96석         |
| 인천 (총 2개관, 280석)                        | 인천                        | 184석        |
| 강원                                          | (4DX관 없음)                | (4DX관 없음) |
| 대전/충청 (총 5개관, 596석)                   | 대전                        | 108석        |
| 대전/충청 (총 5개관, 596석)                   | 대전터미널                  | 144석        |
| 대전/충청 (총 5개관, 596석)                   | 천안터미널                  | 72석         |
| 대전/충청 (총 5개관, 596석)                   | 천안펜타포트                | 132석        |
| 대전/충청 (총 5개관, 596석)                   | 청주지웰시티                | 140석        |
| 대구 (총 2개관, 228석)                        | 대구                        | 120석        |
| 대구 (총 2개관, 228석)                        | 대구스타디움                | 108석        |
| 부산/울산 (총 4개관, 512석)                   | 서면                        | 132석        |
| 부산/울산 (총 4개관, 512석)                   | 센텀시티                    | 128석        |
| 부산/울산 (총 4개관, 512석)                   | 아시아드                    | 84석         |
| 부산/울산 (총 4개관, 512석)                   | 울산삼산                    | 168석        |
| 경상 (총 2개관, 177석)                        | 김해                        | 97석         |
| 경상 (총 2개관, 177석)                        | 창원                        | 80석         |
| 광주/전라/제주 (총 4개관, 408석)              | 광주첨단                    | 120석        |
| 광주/전라/제주 (총 4개관, 408석)              | 광주터미널                  | 108석        |
| 광주/전라/제주 (총 4개관, 408석)              | 전주고사                    | 84석         |
| 광주/전라/제주 (총 4개관, 408석)              | 제주                        | 96석         |

## 4DX의 역사
스마트플렉스
CGV는 2008년 7월 3일, 이스라엘의 심노아와 독점 계약하고 10억원에 기술을 도입하여 CGV 상암에 특수 효과 장비를 갖추고 스마트플렉스(Smartplex)를 개관하였다. 스마트플렉스는 '에듀테인먼트(Edutainment) 영화관'으로 교육적 콘텐츠를 특수 상영관에서 상영하는 것으로 유럽 등에서 운영되어오고 있었다. 스마트플렉스는 하나의 교육적 테마에 대해 오감체험관(Motion Theater), 퀴즈게임관(Interactive Theater), 입체영화관(3D Theater), 음악영화관(Music Theater)의 4개 프로그램으로 구성되어 있는데, 각 프로그램은 20분에서 30분 정도 분량이다. CGV는 스마트플렉스에서 '우주의 신비', '살아있는 야생탐험'과 같은 교육용 영상을 상영했다.
이후 스마트플렉스의 장비를 이용해 CGV는 세계 최초로 일반 극영화인 ‘잃어버린 세계를 찾아서’ 에 특수 효과를 추가하여 4D 영화를 상영하기 시작했다. CGV는 원래 2009년 2월까지만 이를 시험적으로 운영할 계획이었으나 영화 ‘블러디 발렌타인’의 4D 암표가 두 장에 100,000원에 달하는 가격에 판매되는 등 뜨거운 반응이 이어지자 상영을 연장하였다. 4DX 버전의 ‘블러디 발렌타인’은 공포감을 극대화하였다는 호평과 함께 CGV상암에서 약 8주간 상영하는 동안 평균 객석 점유율 91%라는 기록을 달성했다.

CJ 4DPLEX의 출범 및 4DX 브랜드 정립
스마트플렉스를 통해 4D 영화의 시장성을 긍정적으로 판단한 CJ CGV는 2009년 12월 CGV 용산과 영등포, 강변에 4DPLEX상영관을 추가 오픈했다. 상영관 명칭은 4D영화를 상영하는 복합상영관(multiplex)이라는 취지에서 ‘4DPLEX’로 통일했다. 이후 CGV는 9개의 4D플렉스(4DPLEX)를 부산, 대구, 대전, 일산, 죽전, 인천 등 전국에 걸쳐 추가 오픈했다. 이어 2010년 말 4DPLEX 사업의  담당조직을 별도 회사로 분리하기로 결정했다. 이로써 CJ CGV에서 4D 영화 프로젝트를 담당했던 인력과 모션체어 제조 업체인 시뮬라인에서 연구개발 인력 등이 모여 CJ CGV의 자회사인 CJ 4DPLEX가 출범했다. 4D영화를 상영하는 특별관 명칭도 기존의 4DPLEX에서 4D영화를 ‘경험(eXperience) 할 수 있는 체험형 공간임을 강조하기 위해 ‘4DX’라고 바꾸며 브랜드를 재정비했다.

4DX 해외 진출국
2010년~2011년: 중국, 태국, 멕시코
2012년: 브라질, 페루, 러시아, 이스라엘
2013년: 일본, 대만, 인도네시아, UAE, 콜롬비아, 칠레, 과테말라, 베네수엘라, 헝가리, 불가리아, 체코, 폴란드, 크로아티아, 우크라이나
2014년: 미국, 필리핀, 캄보디아 베트남, 인도, 코스타리카
2015년~2016년: 남아프리카공화국 쿠웨이트, 파나마, 푸에르토리코, 도미니카공화국, 영국, 스위스, 루마니아, 터키, 슬로바키아, 포르투갈, 세르비아, 캐나다, 레바논, 오만 등
2017년: 이집트, 노르웨이, 프랑스, 카타르, 오스트리아, 호주, 앙골라, 몽골, 말레이시아. 네덜란드, 벨기에, 스페인
2018년: 덴마크, 아일랜드, 바하마, 스웨덴
2019년 나이지리아, 보스니아 헤르체코비나, 룩셈부르크, 독일

## 4DX의 해외 확장
CJ 4DPLEX는 전 세계적으로 완다시네마, 시네월드, 시네폴리스 등 80여개의 극장사들과의 전략적 파트너십을 통하여 2019년 9월 기준 65개 국가 678개 4DX 상영관을 운영 중에 있으며 4DX는 2013년부터 최근 5개년 연평균 50% 이상의 성장률을 기록했다. 현재 국내외에서 운영중인 전체 4DX관 중 해외 비중이 90% 이상을 차지한다.

### 중국
CJ 4DPLEX는 중국에 진출한(2006년) 모회사 CJ CGV와의 더욱 적극적인 협력으로 중국 시장 내에 4DX 진출을 시작했으며, 2013년엔 중국 로컬 극장 사업자인 UME, 2014년엔 바이위(百誉), 우상모얼(武商摩尔), 워메이(沃美), 베이징진췐(北京金泉), 골든하베스트(Golden Harverst, 홍콩) 등과 4DX 입점 계약을 체결했다. 특히 2014년 12월엔 중국 1위이자 전 세계 1위 극장사업자인 완다시네마(Wanda Cinemas)와 파트너십을 맺었다.

### 미국
미국에서는 세계적인 스포츠, 엔터테인먼트 기업이자 LA 다운타운 내 복합 복합공간 'LA라이브'의 개발 사업자인 AEG(Anschutz Entertainment Group)와 파트너십을 맺고 지난 2014년 3월, '리갈시네마(Regal Cinemas)' LA라이브 스타디움 14'에 미국 제 1호 4DX 입점 계약을 체결했다. LA라이브에 4DX가 오픈한 후 1년 동안 괄목할 만한 박스오피스 성과로 인해 미국 현지에서의 관심이 높아지며, CJ 4DPLEX는 2015년 9월 미국 5위 극장 사업자인 마커스 시네마(Marcus Cinemas)와 4DX 오픈 계약을 맺었으며, 2015년 8월에는 미국 최대 극장 사업자인 리갈시네마가 CJ 4DPLEX와 전략적 파트너십을 맺고, 이듬해 미국 뉴욕 맨하탄에 4DX 2객관을 오픈했다. 이어 2016년 8월에는 대규모 4DX 도입을 위한 전략적 협약을 또 다시 맺고, 오는 2018년 말까지 북미 지역에 17개 4DX를 추가 확대하기로 했다. 또한 CJ 4DPLEX와 시네월드 그룹(Cinewolrd Group)은 2018 시네마콘(CinemaCo)을 통해 파트너십 확대를 발표하였고, 이를 계기로 미국 리갈 시네마에 79개 4DX관과 유럽 및 중동 지역 내 20개 4DX관을 합해 총 99개의 4DX관을 신규 도입하게 되었고, 이로써 시네월드 그룹이 기존에 보유한 4DX관은 46개 관에서 145개관으로 확대될 예정이다.

### 일본
일본에서는 2013년 4월 코로나월드 극장사와의 파트너십을 기반으로 첫 상영관을 오픈한 것을 시작으로 극장 체인마다 4DX 상영관 설치 붐이 일면서, 현재 에온 시네마(Aeon Cinemas), 유나이티드 시네마(United Cinemas) 등 대형 극장 체인과 파트너십을 맺고 전국적으로 4DX관을 운영하고 있다.

### 유럽
2017년에는 프랑스 1위 극장 사업자 '파테(Pathe)'와 노르웨이 1위 사업자 '노르디스크 필름 키노(Nordisk Film Kino)'와 손잡고 첫 상영관을 오픈했으며, 2월 오스트리아 극장사업자 '할리우드 메가플렉스(Hollywood Megaplex)'와 파트너십을 체결하는 등 유럽 확장에 박차를 가하고 있다.
올해 시네마콘에서는 호주 극장사업자인 빌리지시네마(Village Cinemas)와 연내 4DX 상영관 오픈 계약 체결에 성공하며 미진출 대륙이었던 오세아니아까지 진입하며 세계 6대륙 진출을 달성했다.

## 4DX 상영작
2009년에는 10편의 4DX 영화가 개봉하였고, 2010년에는 14편, 2011년 28편, 2012년 31편, 2013년 58편, 2014년 74편, 2015년 75편, 2016년 105편의 4DX 영화가 상영되었다. 7년 사이 연간 4DX 상영 편수가 8배가량 증가했다. 할리우드 메이저 스튜디오와의 협업을 통해 매년 액션, 애니메이션, 판타지 등 다양한 장르의 영화가 4DX로 개봉하고 있다.
2018년에는 연간 누적 2,400만 명의 관객을 동원, 박스오피스 2억 9,000만 달러를 기록해 역대 최다 관객수와 최고 박스오피스 기록을 경신한 바 있다. 2019년 7월에는 ‘알라딘’, ‘라이온 킹’의 4DX 흥행에 힘입어 역대 글로벌 월별 최다 관객 수인 307만 명을 동원했다.
아래는 2019년 8월 6일 기준 2019년 상반기 4DX 글로벌 흥행작 Top5의 리스트이다.
|   | 타이틀              | 박스오피스 (Gross Box Office, USD) |
| - | ------------------- | ---------------------------------- |
| 1 | 어벤져스: 엔드 게임 | $ 34,705K                          |
| 2 | 알라딘              | $ 24,759K                          |
| 3 | 아쿠아맨            | $ 21,301K                          |
| 4 | 라이온 킹           | $ 16,841K                          |
| 5 | 캡틴 마블           | $ 14,133K                          |

## 4DX 흥행작
2019년 5월 23일 4DX로 개봉한 <알라딘>은 국내 개봉한 4DX 작품으로서는 최초로 100만명의 관객을 돌파했다. ‘알라딘’ 4DX 평균 객석률 70%로 개봉 이후에도 장기 흥행을 이어갔다. 영화 '알라딘' 4DX는 영화를 보면서 노래를 따라 부르는 것만 아니라, 박수를 치고 율동도 따라할 수 있는 ‘댄서롱(Dance-along)’, ‘4DX 매직 카펫 라이드’ 등 신조어를 탄생시키기도 했다. 이에 CJ 4DPLEX 측은 100만 관객 돌파를 기념으로 ‘댄서롱 상영회’를 개최하였다.
2019년 7월 17일 4DX로 개봉한 <라이온 킹> 또한 특별 상영회 회차인 ‘4DX 씨네뮤지컬’로 상영하여, 영화의 OST를 4DX로 체험하며 실제 뮤지컬을 관람하는 것처럼 리액션이 가능해 화제가 되었다.
2019년 4DX 개봉작 중 가장 높은 박스오피스를 기록한 영화는 ‘어벤져스: 엔드 게임’이다. ‘어벤져스: 엔드 게임’ 4DX는 개봉 3주만에 글로벌 박스오피스 3천 7백만 달러를 기록하였다.

## 수상

#### 2014년
-I3DS(International 3D and Advanced Imaging Society) ‘제5회 기술 및 신제품 시상식, 4DX ‘올해의 시네마 혁신상' (Cinema Innovation of the Year)

#### 2015년
‘2015 에디슨 어워드(Edison Awards)’의 ‘미디어와 비주얼 커뮤니케이션 엔터테인먼트(Media and Visual Communication - Entertainment)’ 부문에서 ‘4DX’ 은상 수상

#### 2017년
-패스트컴퍼니(Fast Company) 선정  '2017년 가장 혁신적인 기업(The Most Innovative Companies of 2017)-라이브 이벤트(live events) 부문'

#### 2018년
-‘2018 에디슨 어워드(Edison Awards)’의 ‘미디어와 비주얼 커뮤니케이션 엔터테인먼트(Media and Visual Communication - Entertainment)’ 부문에서 ‘4DX with ScreenX’ 은상 수상-‘Big Cine Expo 2018’ ‘올해의 혁신적인 기술상(Innovatition Thechnology of the Year Award)’

#### 2019년
-2019 iResearch Award "Originative Cinema Technology" 카테고리 ‘4DX with ScreenX’ 수상
-2019 패스트컴퍼니(Fast Company) 선정  '2019년 가장 혁신적인 기업(The Most Innovative Companies of 2019)-라이브 이벤트(live events) 부문

## 4DX에 대한 평가
영화 "그래비티(Gravity)"의 감독인 알폰소 쿠아론(Alfonso Cuaron) 감독은 4DX로 새로운 작품을 구상하고 싶다고 밝혔으며, "가디언즈 오브 갤럭시(Guardians of the Galaxy)" 시리즈의 감독인 제임스 건 (영화 감독)(James Gunn) 감독은 2017년 4DXLab 방문 후 “전통적인 영화를 보는 방식을 4DX가 바꿔놓았다”고 평했다. ‘쥬라기 월드: 폴른 킹덤’의 감독인 후안 안토니오 바요나(Juan Antonio Bayona) 감독은 2018년 CGV와의 인터뷰를 통해 “4DX는 영화를 가장 재미있게 볼 수 있는 방법이다.”라고 말했다.

## 4DX Screen
‘4DX Screen’은 영화 장면에 따라 다양한 효과를 느낄 수 있는 오감체험특별관 ‘4DX’와 정면 스크린을 넘어 좌우 벽면까지 3면이 스크린으로 펼쳐지는 다면상영특별관 ‘스크린X’가 결합된 신개념 기술 통합관이다. 영화 장면에 따라 움직이는 모션 체어와 바람, 물, 안개, 버블, 향기 등의 환경 효과를 파노라마처럼 넓게 펼쳐진 3면(270도) 스크린에서 즐길 수 있다.
2017년 7월 CGV용산아이파크몰에 첫 선을 보였고, 글로벌 1호점은 2018년 6월 프랑스 파리에 오픈했다.
2019년 9월 기준, 현재 국내 외 총 18개 관에서 운영 중에 있다. 국내 5개관(CGV용산아이파크몰·왕십리·광주터미널·센텀시티·천안터미널)과 프랑스(파테 2개관)·중국(CGV 9개관, Yuejie 1개관)·일본(Cinema Sunshine 1개관) 등 해외 11개관에서 관람할 수 있다.
4DX Screen은 중국과 일본에서 2D의 2배에 가까운 객석률을 기록하였으며, 일본 도쿄 이케부쿠로에 오픈한 4DX Screen으로 상영된 ‘스파이더맨: 파 프롬 홈’의 객석률은 99%에 달했다.

## 4DX 상영 포맷
4DX에서 상영하는 4D 영화의 종류는 다음과 같다.
- 4DX 3D
- 4DX 2D
- 4DX Plus 2D
- 4DX Plus 3D
- ULTRA 4DX 2D[38]
- ULTRA 4DX 3D[38]

## 4DX 효과
4DX는 시그니쳐 효과(Signature Effect)를 포함해 약 21가지의 효과를 지원하며, 이는 모션효과와 환경효과로 나뉜다.

#### 모션효과
4DX 의자인 모션체어(Motion Chair)의 움직임을 의미하며, 아래와 같은 기본 모션을 혼합하여 다양한 장면을 연출한다.
- Heave: 위/아래 움직임

- Roll: 좌/우 움직임

- Pitch: 앞/뒤 움직임

CGV용산아이파크몰의 4DX관의 경우, 신규 모션 효과인 'Sway&Twist(스웨이&트위스트)'가 도입되어 보다 넓은 범위의 좌우 움직임과 회전 기능을 추가해, 방향전환/급가속, 드리프트 등 속도감을 표현하는 장면을 더욱 효과적으로 연출한다.
또한 의자의 등받이 및 쿠션에서는 아래와 같은 효과를 지원한다. 단, 일부 효과의 경우 특정 상영관에서만 체험이 가능하다.
- Back Tickler(백 티클러): 등받이에서 툭 치는 듯한 효과

- Shaker(쉐이커): 등받이 및 쿠션에서 느껴지는 섬세한 진동 효과

- Leg Tickler(레그 티클러): 발목 부근을 순간적으로 치는 효과

#### 환경효과
영화 속의 날씨나 분위기를 표현하기 위해 사용되는 효과를 의미한다. 일부 효과의 경우 특정 상영관에서만 체험이 가능하다.
- Face Air(페이스 에어): 얼굴 앞쪽으로 분사되는 공기

- Air Shot(에어샷): 의자의 헤드레스트에서 귀 옆쪽으로 분사되는 공기 효과

- Water(워터): 얼굴을 향해 분사되는 물 효과. 물은 3번 정수된 물을 사용한다.

- Rain(레인): 머리 위쪽으로 떨어지는 물 효과

- Scents(향기): 향기 효과

- Warm Air(열풍): 의자의 헤드레스트에서 목덜미로 따뜻한 바람이 나오는 효과

- Wind(바람): 팬(fan)을 통해 불어오는 바람 효과

- Snow(스노우): 특수 용액을 사용한 눈이 날리는 효과

- Lightening(섬광): Strobe(스트롭) 효과로도 불리며, 순간적으로 밝은 빛이 반짝이는 효과

- RainStrom(비바람): 가는 물줄기가 바람과 함께 날리는 효과

- Fog(포그): 특수 용액을 사용하여 스크린 앞쪽에서 나오는 안개 효과.

- Bubbles(버블): 비누방울 효과

## 같이 보기
- MX4D
- IMAX
- 4차원 영화
- ScreenX
- CGV